# ジョシュ・ペッパーズ
ジョシュ・ペッパーズ（Josh Peppers、1985年〈昭和60年〉4月23日 - ）は、アメリカ合衆国のプロバスケットボール選手。テネシー州メンフィス出身。身長200cm、体重92kg。ポジションはスモールフォワード。

## 来歴
2007年、セントラルフロリダ大学を卒業後に来日し、bjリーグのライジング福岡に入団。チームの得点元としてプレイオフ進出に貢献。
2008年、浜松・東三河フェニックスに移籍。しかしシーズン途中の12月で契約解除。
2009年3月、仙台89ERSに入団。
2011年1月、滋賀レイクスターズに入団。
2012年、ライジング福岡に移籍。2012-13シーズン準優勝に貢献。
2013年、岩手ビッグブルズに移籍。
2014年、ライジング福岡に復帰。
2016年、B3所属となったライジングゼファーフクオカ（ライジング福岡からチーム名変更）に引き続き所属。
2018年9月、越谷アルファーズに移籍。日本国籍取得予定である。
2019年、富山グラウジーズに移籍。
2020年、仙台89ERSに復帰。10月の試合中に負傷し、11月退団。
2021年1月、アイシン・エィ・ダブリュ アレイオンズ安城に入団

## 記録
| シーズン         | チーム   | GP | GS | MPG  | FG%  | 3P%  | FT%  | RPG | APG | SPG | BPG | TO  | PPG  |
| ---------------- | -------- | -- | -- | ---- | ---- | ---- | ---- | --- | --- | --- | --- | --- | ---- |
| bjリーグ 2013-14 | 岩手     | 52 |    | 20.3 | .452 | .299 | .738 | 4.7 | 1.4 | 1.1 | 0.2 | 1.9 | 12.9 |
| bjリーグ 2014-15 | 福岡     | 52 |    | 33.5 | .499 | .347 | .714 | 7.4 | 3.5 | 1.4 | 0.6 | 2.7 | 21.4 |
| bjリーグ 2015-16 | 福岡     | 40 |    | 29.0 | .466 | .286 | .765 | 7.2 | 2.1 | 1.5 | 0.3 | 1.9 | 16.6 |
| B3 2016-17       | フクオカ |    |    |      |      |      |      |     |     |     |     |     |      |